# Ao Vivo em Campo Grande (álbum de Maiara & Maraisa)
Ao Vivo em Campo Grande é o segundo álbum ao vivo da dupla sertaneja Maiara & Maraisa, gravado no estacionamento do Shopping Bosque dos Ipês em Campo Grande em 30 de outubro de 2016; foi lançado em 24 de março de 2017 pela Som Livre.
Assim como o álbum anterior, foi produzido por Eduardo Pepato; a gravação do álbum foi uma superprodução, tendo 600 profissionais, além de um público de 20 mil pessoas e painéis de LEDs enormes para a gravação.

## Lista de faixas
| CD/DVD         |                                 | |         |  |
| N.º            | Título                          | Compositor(es)                                                                                                 | Duração |  |
| 1.             | "10%"                           | Gabriel Agra Danillo Dávilla                                                                                   | 2:57    |  |
| 2.             | "Sorte Que Cê Beija Bem"        | Gustavo Martins Guilherme Ferraz Rafael Quadros Sando Neto Ray Antônio Paulo Pires Diego Ferrari Everton Matos | 2:31    |  |
| 3.             | "Disk Sexy"                     | E. Matos D. Ferrari P. Pires S. Neto R. Antônio G. Ferraz G. Martins                                           | 2:39    |  |
| 4.             | "Como é Que Larga Desse Trem?"  | Elcio Di Carvalho Thales Lessa Lari Ferreira Junior Pepato Diego Silveira                                      | 2:38    |  |
| 5.             | "Quando o Assunto é Cama"       | T. Lessa D. Silveira R. Borges Daniel Damasceno Thiago Rossi                                                   | 2:44    |  |
| 6.             | "Sem Legenda"                   | E. Carvalho D. Dávilla L. Ferreira J. Pepato                                                                   | 2:15    |  |
| 7.             | "Por Telefone Não"              | E. Matos R. Antônio D. Ferrari P. Pires                                                                        | 2:30    |  |
| 8.             | "Você Faz Falta Aqui"           | Dayane Camargo Lara Menezes Valéria Costa                                                                      | 2:45    |  |
| 9.             | "5 Minutos ou 50 Anos"          | André Vox | 2:22    |  |
| 10.            | "Casalzinho Botequeiro"         | R. Antônio S. Neto G. Ferraz P. Pires D. Ferrari E. Matos                                                      | 2:39    |  |
| 11.            | "Sob Nova Direção"              | Montenegro Henrique Casttro Elvis Elan                                                                         | 2:44    |  |
| 12.            | "Bengala e Crochê"              | A. Vox René Lunna                                                                                              | 2:54    |  |
| 13.            | "Medo Bobo"                     | Juliano Tchula Maraisa Vinicius Poeta J. Pepato Benicio Neto                                                   | 2:49    |  |
| 14.            | "Campo Minado"                  | Rafael Augusto Murilo Huff Ricardo Ronael G. Martins                                                           | 2:33    |  |
| 15.            | "Se Seu Coração Falasse"        | G. Ferraz S. Neto Allan Barros P. Pires R. Antônio D. Ferrari E. Matos                                         | 2:51    |  |
| 16.            | "Lágrimas"                      | Maiara G. Agra Frederico Nunes                                                                                 | 2:29    |  |
| 17.            | "Eu Tenho Nojo"                 | D. Camargo D. Ferrari P. Pires R. Antônio E. Matos                                                             | 2:34    |  |
| 18.            | "Bagunça Arrumada"              | Diego de Souza Juliano Freitas Tiago Marcelo Diego Kraemer                                                     | 2:45    |  |
| 19.            | "Melhor Terminar"               | G. Agra Victor Hugo Philipe Pancadinha                                                                         | 3:00    |  |
| 20.            | "Coração Programado"            | E. Carvalho D. Dávilla L. Ferreira J. Pepato                                                                   | 2:33    |  |
| 21.            | "Cruzando os Dedos"             | T. Lessa Maykow Melo Bruno Mandioca                                                                            | 2:30    |  |
| 22.            | "Combina Demais (Bobos Iguais)" | J. Freitas D. Souza                                                                                            | 2:42    |  |
| Duração total: | Duração total:                  | Duração total:                                                                                                 | 58:24   |  |

## Créditos
Banda
- Ale di Vieira - percussão
- Eduardo Pepato - teclados e direção musical
- Luizinho Souza - baixo
- Diego Baroza - guitarra e violão
- Renato "Bolha" - bateria
- Renan Nonato - acordeom

Produção
- Wander Oliveira - direção executiva
- Fernando Trevisan "Catatau" - direção de vídeo
- Eduardo Pepato - produção musical, mixagem e masterização
- Alailson Bernardo e Bruno Borges - capa
- Fábio Nunes, Maurício Antônio e Júlio Baldwin - fotos